# Pericón de Cádiz
Juan Martínez Vílchez, conocido artísticamente como Pericón (Cádiz, 1901-ibíd., 1980), fue un cantante gaditano de cante flamenco.
Ha dejado valiosas grabaciones; su repertorio fue amplio y se le considera uno de los últimos maestros del cante de su tierra.